# Hispania
Hispania er en gammel latinsk betegnelse for den Iberiske Halvø (nuværende Spanien, Portugal, Gibraltar og Andorra).
Da halvøen var en del af Romerriget var den delt ind i mellem to og fem provinser. På Republikkens tid var den opdelt i to: Hispania Citerior (senere kaldet Hispania Tarraconensis) og Hispania Ulterior ("Det nærmere" hhv. "fjernere Hispania"). I 27 f.Kr. opdelte Marcus Vipsanius Agrippa Hispania Ulterior i to: Hispania Baetica (nuværende Sydspanien og Gibraltar) og Lusitania (det meste af nuværende Portugal og det midt-vestlige Spanien). I begyndelsen af det 3. århundrede e.Kr. blev Hispania Citerior opdelt i to, men provinsen blev snart forenet igen i 238 under navnet Hispania Tarraconensis. I samme århundrede, under soldaterkejserne, blev den nordvestlige del af Tarraconensis udskilt som en lille provins for sig selv: Hispania Nova.
Under Diocletians tetrarki blev Romerrigets inddeling i provinser gennemreformeret i 293. Herefter var Hispania inddelt i fem: Baetica, Gallaecia (nuværende Galicien, León, Asturias og Nordportugal), Lusitania, Carthaginiensis (nu det midt-østlige Spanien) og Tarraconensis (nordøstlige Spanien og Andorra). Denne inddeling bevaredes indtil det Vestromerske riges sammenbrud i 476.
Landenavnet Spanien (spansk: España) er afledt af det latinske Hispania.